# Calone (composto chimico)
Il Calone, noto anche con il nome inglese watermelon ketone ("chetone dell'anguria") o con il nome commerciale Calone 1951 è una fragranza sintetica, caratterizzata da intense note marine e ozonate, con sfumature floreali. 
Sin dagli anni '90 il Calone è stato ampiamente utilizzato come fragranza in prodotti da bagno, cosmetici e profumi. In profumeria è stato usato in centinaia di profumi; alcuni recenti sono Hugo Element (Hugo Boss, 2009) e fluo_ral (Nomenclature, 2019).

## Storia
La molecola fu sintetizzata per la prima volta nel 1966 da J. J. Beereboom e collaboratori nei laboratori della Camilli, Albert & Laloue (una piccola ditta controllata dalla Pfizer). Nel sintetizzare nuovi chetoni ciclici da usare come ansiolitici, ci si accorse fortuitamente che uno dei composti aveva un odore di anguria con sentori marini. Come d'uso nel laboratorio, il nome attribuito al composto fu formato con le iniziali della ditta Camilli, Albert & Laloue, con aggiunta del suffisso -one ad indicare che si trattava di un chetone, più un numero di registro progressivo. Il composto ebbe così il nome commerciale Calone 1951. Per 20 anni il Calone fu poco usato in profumeria, ma allo scadere del brevetto il composto diede avvio ad una nuova moda di fragranze marine e ozonate. A partire da New West for Her (Aramis, 1990) e Escape for Her (Calvin Klein, 1991), sono stati formulati centinaia di profumi dove Calone costituisce la nota principale.

## Sintesi e proprietà

Schema della sintesi del Calone 1951.

La sintesi originale del Calone è schematizzata nella figura seguente. Il 3,4-diidrossitoluene viene eterificato con bromoacetato di metile tramite una reazione di Williamson. Segue una condensazione di Dieckmann con idruro di sodio per chiudere l'anello a sette termini. Nell'ultimo passaggio il Calone è ottenuto tramite saponificazione e successiva decarbossilazione in ambiente acido. La soglia olfattiva del Calone è particolarmente bassa, 0,031 ng/L in aria. Sono state proposte anche altre sintesi.